# دهستان ارودان
دهستان ارودان نام دهستانی در بخش مرکزی شهرستان مهر، استان فارس در ایران است. براساس سرشماری مرکز آمار ایران در سال ۱۳۸۵، جمعیت آن ۴۳۷۲ نفر (۸۷۷ خانوار) بوده‌است.